# Port des Tuileries
Port des Tuileries (Tuilerijský přístav) je přístav a zároveň nábřeží s pěší zónou v Paříži. Nachází se v 1. obvodu. Svůj název získalo podle Tuilerijských zahrad, podél kterých se rozkládá.

## Poloha
Port des Tuileries leží na pravém břehu řeky Seiny mezi mosty Pont Royal a Pont de la Concorde. Komunikace pro pěší se rozkládá pod úrovní okolního terénu nad hladinou Seiny, nad ní vede nábřeží Quai des Tuileries, které je součástí rychlostní komunikace Voie Georges-Pompidou. Od Pont de la Concorde pokračuje Port de la Concorde.
Větší část dnes slouží jako promenáda pro pěší. Přístav hausbótů se nachází v prostoru mezi Passerelle Léopold-Sédar-Senghor a Pont de la Concorde.